# Piet Gerards
Piet Gerards (* 29. November 1950 in Heerlen) ist ein niederländischer Grafikdesigner und Verleger.

## Biografie
Piet Gerards studierte Malerei an der Akademie für angewandte Kunst in Maastricht. Im Jahr 1973 brach er sein Studium ab und begann sich als Designer und Drucker von aktivistischen Druckerzeugnissen zu manifestieren.
In den 1980er-Jahren gründete er zwei Verlage, Verlag Gerards & Schreurs und Verlag Huis Clos und gestaltete die von ihm herausgebrachten Bücher von Autoren wie Louis Paul Boon, Gerard Reve, Wladimir Wladimirowitsch Majakowski, Wladislaw Felizianowitsch Chodassewitsch, Anatol Stern oder Daniil Charms. Eines der Merkmale seiner vielfach ausgezeichneten Buchgestaltungen ist die Bandbreite seines typografischen Könnens. Neben der ausgesuchten Verwendung klassischer Schriften wie Bembo, Baskerville, Futura, Gill Sans und Neue Helvetica erwies sich Gerards als Verfechter der neuen niederländischen digitalen Schriften wie Trinité (Bram de Does), Scala (Martin Majoor), FF Quadraat (Fred Smeijers), Caecilia (Peter Matthias Noordzij) oder Offline (Roelof Mulder).
1985 initiierte er in seiner Heimatstadt Heerlen das Kunstencentrum Signe und kuratierte Ausstellungen und multidisziplinäre Projekte, die dem Werk von Andrei Arsenjewitsch Tarkowski, Stefan und Franciszka Themerson, Stanisław Ignacy Witkiewicz, Paul van Ostaijen und John Hejduk gewidmet waren.
In den 1990er Jahren wurde für Gerards die Architektur zu einem wichtigen Thema. Er entwarf Bücher über das Werk von Jo Coenen, P.J.H. Cuypers, Herman Hertzberger, Ben van Berkel, Wiel Arets und Hubert-Jan Henket für Verlage wie 010, NAi Verlag, SUN, Architectura & Natura, Birkhäuser Verlag, Lecturis und Ernst & Sohn. Im Jahr 1993 wurde seine Arbeit in die Ausstellung Grafikdesign aus den Limburgen aufgenommen.
Im Jahr 2003 veröffentlichte 010 Publishers die Monografie Piet Gerards, Grafikdesigner, geschrieben von Ben van Melick. Drei Jahre später ließ sich Gerards mit dem Designstudio Piet Gerards Ontwerpers in Amsterdam nieder. In seinem Atelier organisierte er eine Reihe von Treffen unter dem Namen 25 Stühle: Marita Mathijsen, Bart Schneemann, Jan van Adrichem, Henk Hoeks, Bart Sorgedrager und Saskia Asser waren einige der sechzehn Redner, die mit den Anwesenden über ihre zehn Lieblingsbücher diskutierten.
Im Laufe seines Schaffens war er an unzähligen Publikationen in den Bereichen bildende Kunst, Musik, Fotografie, Design und Geschichte beteiligt. Darüber hinaus hielt er Vorträge über seine Arbeit in Wien, Raabs, Essen und Heerlen. Im Jahr 2007 war er Initiator eines Austauschprojekts zwischen Studenten von sechs niederländischen Kunsthochschulen und zwölf rumänischen Studenten der Nationalen Universität der Künste in Bukarest. Im Studienjahr 2010/2011 unterrichtete er Buchtypografie am Plantin-Institut für Typografie in Antwerpen.
Sein Buchdesign „Faces“ wurde 1993 als bestgestaltetes Buch der Welt ausgezeichnet, wofür er von der Stiftung Buchkunst eine Goldmedaille erhielt, womit er der erste Niederländer war, dem diese Ehre zuteilwurde. Zwei Jahre später erhielt er den prestigeträchtigen International Book Award des American Institute of Architects für seinen Buchentwurf 'Berlin Nights' – von dem amerikanischen Architekten John Hejduk. Im Rahmen des Wettbewerbs „Best Book Design from All Over the World“, der jährlich von der Stiftung Buchkunst veranstaltet wird, wurde eine Auswahl seiner preisgekrönten Bücher auf der Shanghai International Book Design Arts Exhibition ausgestellt.
Kurz vor Beendigung seiner aktiven Berufslaufbahn organisierte er Ausstellungen im Provinzialsaal Limburg (Complot rond een vierkant. De goodwill-reeks van drukkerij Rosbeek), für die Sondersammlungen der Universitätsbibliothek Amsterdam (Afsetters en meester-afsetters. De kunst van het kleuren) und für die Openbare Bibliotheek Amsterdam (25 Jahre Huis Clos Verlag).
2018 schied Gerards aus dem Designstudio Piet Gerards Ontwerpers aus. Er lebt heute in Arnheim und entwirft weiterhin Bücher unter seinem eigenen Namen. Gerards’ Œuvre ist in verschiedenen Archiven enthalten, unter anderem im Museum Meermanno / Haus des Buches in Den Haag.

## Auszeichnungen
Eine Auswahl der an Piet Gerards verliehenen Preise.
- Die Schönsten Bücher (NL) / 35 Auszeichnungen zwischen 1986 und 2017
- Schönste Bücher aus aller Welt, Leipzig (D) / lobende Erwähnung 1995, 2003, 2013 / Goldmedaille 1993
- Deutscher Preis für Kommunikationsdesign, Essen (D) / Red Dot Award 1993, 1994, 1995, 1996, 1997, 2001, 2004
- Amerikanisches Institut für Architekten, Washington (US) / Internationaler Architekturbuchpreis 1995
- PostNL/Collect, Den Haag (NL) / Bestgestaltete Briefmarke 2001
- International Society of Typographic Designers London (UK) / Auszeichnung 2003, Premium-Auszeichnung 2009, 2013
- Stichting De Gouden Ganzenveer (NL) / Ereveer (Lebenswerk) 2017

## Archiven
Die Arbeit von Piet Gerards wurde in verschiedenen Archiven aufgenommen.
- Museum Meermanno / Haus des Buches, Den Haag: Gesamtwerk
- Sondersammlungen der Universitätsbibliothek Amsterdam: Huis Clos Publishers, Goldener Gänsekiel (Gouden Ganzenveer), Die besten Buchgestaltungen
- SHCL (Sociaal Historisch Centrum Limburg, Maastricht): Verlag Gerards & Schreurs
- Stadtarchiv von Heerlen: Kunstzentrum Signe (Kunstencentrum Signe)